# Melchior Kostro
Melchior Kostro herbu Rawicz – sędzia ziemski bielski w latach 1595–1615, sędzia grodzki drohicki w 1594 roku,  sędzia grodzki brański, podstarości drohicki w 1591 roku. 
Poseł województwa podlaskiego na sejm 1576/1577 roku, sejm 1578 roku, sejm 1582 roku, sejm 1585 roku, sejm 1593 roku.